# Gloucester (race bovine)
Pour les articles homonymes, voir Gloucester (homonymie).
La gloucester est une race bovine britannique.

## Histoire

### L'origine
L'histoire de la race kerry fait référence au bétail noir amené au Néolithique par les Celtes. La gloucester pourrait provenir de cette population, métissée plus tard avec des bovins scandinaves amenés par les Vikings.  

### L'âge d'or
Elle est connue depuis le XIIIe siècle dans le comté de Gloucestershire. Elle était réputée pour son lait transformé en fromage, pour son aptitude maternelle à élever ses veaux et sa viande de qualité. Les effectifs de la race ont crû avec la renommée de son fromage. Au XVIe siècle, un marché important de fromage et beurre est créé à Gloucester. Aux XVIIe et XVIIIe siècles, le fromage est vendu jusqu'à Londres.

### Le déclin
Entre 1745 et 1756, une épidémie de peste bovine ravage les troupeaux. La production s'effondre et la région entière est sinistrée. Pour retrouver un troupeau productif rapidement, des vaches sont achetées dans le nord du pays. Ce sont des longhorns. Elles démontrent rapidement leur capacité laitière et leur potentiel boucher est supérieur aux « vieilles » gloucester. Elles sont, par ailleurs, plus rentables en élevage intensif qui débute avec l'exode rural. Le sort des gloucesters est scellé, les effectifs chutent. Ils arriveront à 68 individus en 1972. 
Cependant, quelques farouches partisans de la jolie vache noire misent encore sur sa conservation. En 1909, le duc de Beaufort forme un troupeau à Badminton. Un livre généalogique est ouvert en 1919, afin d'arrêter les croisements: 130 animaux sont acceptés dans 14 élevages. En 1950, le troupeau de Badminton est dispersé: les propriétaires étaient lassés des problèmes d'infertilité. D'autre propriétaires jettent l'éponge. Il ne reste que quelques individus dispersés que les propriétaires ne peuvent reproduire sans recourir à des mâles d'autres races.

### Le renouveau
En 1973, à l'initiative de Charles Martell, le livre généalogique est rouvert avec 70 animaux sur 20 exploitations. Ils sont 165 en 1981. 1994 est l'année où l'on fête les 75 ans de l'ouverture du herd-book. En 1996, un logiciel est créé pour répertorier les différentes familles et gérer au mieux la consanguinité. En 1998, une marque est déposée pour être apposée sur les produits issus de cette race. En 2000, sur le registre racial sont inscrites 700 têtes. En 2001, l'épidémie de fièvre aphteuse fait resurgir les craintes. Une centaine d'animaux disparaissent, mais le reste est sauf, permettant de continuer le travail déjà accompli. En 2002, 642 animaux sont inscrits, dont 24 taureaux.
Le prince de Galles élève des gloucesters dans son domaine de Highgrove et en fait ainsi la promotion.

## Morphologie
Elle porte une belle robe brun-noir luisante. La tête et les pattes sont noires, les muqueuses aussi (tour des yeux, mufle). Une ligne blanche court du ventre à l'arrière train et sur la ligne dorsale. La queue est blanche. 
Elle est de taille moyenne : 125-135 cm au garrot.

## Aptitudes
C'est une race mixte. Son lait très riche a donné ses lettres de noblesse au double Gloucester, un fromage local, bien qu'il soit aujourd'hui produit avec le lait d'autres races. 
La relance de la race s'est accompagnée de la redécouverte d'un fromage ancien, le stinking bishop, élaboré majoritairement avec du lait de gloucester.

## Anecdotes
- À côté de ces qualités agricoles, la gloucester est une race douce qui s'apprivoise bien. À la suite du travail fait pour le renouveau de cette race, il a été proposé d'adopter une vache qui soit élevée chez un agriculteur. Cet engouement a abouti à son apparition en tant qu'animal de compagnie. Elle tond la pelouse du terrain, répond quand on l'appelle et laisse les enfants monter sur son dos.
- Sa couleur et sa ligne blanche font penser aux vaches scandinaves. Il ne serait pas surprenant qu'elle soit, à l'origine, une race du rameau Celtique, croisée avec une race du rameau nordique apportée par les Vikings.
- Elle ressemble par de nombreux points à la race française bordelaise. Peut être ont-elles une origine commune?